# Carina Ljungdahl
Carina Ljungdahl, née le 20 février 1960 à Filipstad, est une nageuse suédoise.

## Carrière
Elle participe aux Jeux olympiques d'été de 1980 à Moscou et remporte une médaille d'argent au relais 4x100 mètres nage libre.